# نیوا (رود)
نیوا (به لاتین: Neyva) یک رود در روسیه است که در استان سوردلوفسک واقع شده‌است.